# هرمون منشط للجسم الأصفر
الهرمون المنشط للجسم الأصفر أو الهرمون الملوتن (بالإنجليزية: Luteinizing hormone) أو اختصارا LH هو واحد من الهرمونات المساعدة في عملية التكاثر، يتم إفرازه على مستوى الخلايا الموجهة للغدد التناسلية المتواجدة في الغدة النخامية الأمامية. الهرمون الملوتن هو واحد من اثنين من موجهات الغدد التناسلية إلى جانب الهرمون المنشط للجريب. يتم تنظيم إنتاج الهرمون الملوتن في الجسم عن طريق الهرمون الموجه للغدد التناسلية (GnRH) التي يتم إفرازه على مستوى منطقة ما تحت المهاد. يؤدي نقص الهرمون الملوتن إلى نقص الهرمونات الجنسية.
عند الإناث، يؤدي الارتفاع الحاد في افراز الهرمون الملوتن ("تدفق الهرمون الملوتن") إلى الإباضة وتطور الجسم الأصفر. لدى الرجال، يُطلق على الهرمون الملوتن أيضًا اسم الهرمون المحفز للخلايا البينية (ICSH)، حيث يؤدي إفرازه إلى تحفيز خلايا لايديغ البينية المتواجدة على مستوى الخصيتين من أجل إنتاج هرمون التستوستيرون الذكوري.

## البنية
الهرمون الملوتن هو عبارة عن بروتين سكري غير متجانس، يتكون من وحدتين فرعيتين ألفا وبيتا (α وß) مع كتلة إجمالية تبلغ 28000 دالتون. تمتلك كل وحدة فرعية كتلة جزيئية تقارب 14000 دالتون.
تتكون الوحدة الفرعية ألفا، من جزء جليكان (سكريات) يتألف من سلسلتين من السكاريد تزن كل واحدة منهما 2500 وجزء متعدد الببتيد (92 إلى 96 حمضا أمينيا حسب الأنواع) له كتلة جزيئية تقارب 9000 دالتون. الوحدة الفرعية ألفا شائعة لدى العديد من هرمونات البروتينية السكرية مثل الهرمون المنشط للجريب والهرمون المنشط للدرقية والهرمون الموجه للغدد التناسلية المشيمية البشرية.
الوحدة الفرعية بيتا مسؤولة عن النشاط النوعي للهرمون، لكن هذا النشاط يكون موجودا فقط إذا كانت الوحدتين الفرعيتين مرتبطتين بشكل غير تساهمي. تتكون الوحدة الفرعية بيتا من سلسلة مكونة من 117 إلى 120 حمضا أمينيا (وزن جزيئي يبلغ حوالي 12000 دالتون) وسلسلة واحدة مكونة من السكريد بوون جزئي يعادل 2500 دالتون.
نصف العمر البيولوجي للهرمون الملوتن هو 20 دقيقة، أقصر من عمر الهرمون المنشط للجريب (3-4 ساعات) والهرمون الموجهة للغدد التناسلية المشيمية البشرية (24 ساعة).

## الجينات
يقع الجين المسؤول عن الوحدة الفرعية ألفا للهرمون الملوتن على مستوى المنطقة 12.21 من الذراع الطويل للكروموسوم 6 . في المقابل، يتموقع الجين المسؤول عن الوحدة الفرعية بياا للهرمون الملوتن على مستوى المنطقة 13.32 من الذراع الطويل للكروموسوم 19. على عكس نشاط الجين المسؤول عن الوحدة الفرعية ألفا، يقتصر نشاط الجين المسؤول عن الوحدة الفرعية بيتا للهرمون الملوتن على خلايا الغدة النخامية الموجهة للغدد التناسلية. وينظم نشاطه من قبل الهرمون المطلق لموجهات الغدد التناسلية الذي يتم إفرازه على مستوى منطقة ما تحت المهاد. لا تؤثر الأكتيفين والإنهيبين والهرمونات التناسلية على النشاط الجيني المسؤول عن إنتاج الوحدة الفرعية بيتا للهرمون الملوتن.

## النشاط
يعمل الهرمون الملوتن إلى جانب الهرمون المنشط للجريب على تنظيم عمل الغدد التناسلية عند كل من الذكور والإناث:

### عند الإناث
يعمل الهرمون الملوتن على دعم الخلايا القرابية على مستوى المبيض التي توفر الأندروجين والسلائف الهرمونية الضرورية لإنتاج الإستراديول. أثناء الحيض، يعمل الهرمون المنشط للجريب على تحفيز نمو الجريب، حيث يؤثر بشكل رئيسي على الخلايا الحبيبية.

في نهاية المطاف، عندما ينضج الجريب تماما، يؤدي ارتفاع إنتاج الهيدروكسي بروجستيرون ألفا ال17 بواسطة الجريب إلى تثبيط إنتاج هرمون الإستروجين، مما يؤدي إلى انخفاض في الارتجاع السلبي للإستروجينات المطلقة لموجهات الغدد التناسلية في منطقة ما تحت المهاد، الشئ الذي يحفز النخامية الأمامية لإفراز الهرمون الملوتن.
يتمثل الدور الأساسي للهرمون الملوتن في تحفيز عملية الإباضة التي تحدث بين 36 و48 ساعة بعد ذروة إفراز الهرمون الملوتن. تكون ذروة إفراز الهرمون الملوتن المسؤول عن الإباضة عندما يكون تركيز إستروجين البلازما بين 250 و450 بيكوغرام لكل ميليلتر.
الهرمون الملوتن عند النساء مسؤول من جهة عن النضج الجريبي (جنبًا إلى جنب مع الهرمون المنشط للجريب) وعن تحول الجريب الناضج المتفتق إلى جسم أصفر؛ يتم ذلك خلال المرحلة الأصفرية من الدورة الشهرية. بعد حدوث الإباضة، يكون الهرمون الملوتن مسؤولا جنبا إلى جنب مع الهرمون المنشط للحوصلة، عن إفراز هرموني البروجسترون والإستروجين التي يفرزها الجسم الأصفر.

### عند الذكور
الهرمون الملوتن إلى جانب الهرمون المنشط للجريب مسؤولان عن ظاهرة البلوغ عند الذكور حيث إفراز الأول يؤدي لإطلاق هرمون التستوستيرون الذكوري، أما الثاني فيؤدي إنتاجه من طرف الجسم إلى تكوين الحيوانات المنوية.
يعمل الهرمون الملوتن عند الذكور على تحفيز على خلايا لايديغ البينية المتواجدة على مستوى الخصية. تحت تأثير الهرمون الملوتن تنتج خلايا لايديغ البينية هرمون التستوستيرون الذكوري. تبدأ هذه العملية بارتباط الهرمون الملوتن بالمستقبلات الخاصة بالهرمون الملوتن والمتمركزة على سطح غشاء خلايا ليديغ. يؤدي هذا الإرتباط إلى ارتفاع في الأدينوزين أحادي الفوسفات الدوري (CAMP)، وهو رسول ثانوي يسمح للكوليسترول بالانتقال إلى الميتوكوندريا. داخل الميتوكوندريا، يتحول الكولسترول إلى بريجنينولون. يتحول بعد ذلك بريجنينولون الناتج إلى ديهيدرو بياندرو ستيرون (DHEA). بعد عدة تفاعلات أخرى يتم في نهاية المطاف إنتاج جزيئات هرمون التيستيستيرون وبالتالى تحريرها خارج خلايا ليديغ. هرمون التستوستيرون الذي يتم انتاجه تحت تأثير الهرمون الملوتن يساعد بدوره في عملية تصنيع النطاف وتحريض اكتمال نمو وتطور الأعضاء التناسلية الذكرية، كما سيعمل من جهة أخرى على مستوى الغدة الوطائية والغدة النخامية للتحكم في إفراز الغدة النخامية للهرمون الملوتن (التغذية المرتدة أو التغذية الراجعة) من جهة أخرى.

## فحص الهرمون الملوتن
يمكن  قياس مستويات الهرمون الملوتن بطريقتين سواء بإجراء فحص للدم أو للبول. على عكس الذكور، تحتاج الإناث لإجراء هذا الفحص لأكثر من مرة؛ إذ إن مستوياته أثناء الدورة الشهرية أو الحمل تختلف من مرحلة إلى أخرى.
عند الذكور الوضع مختلف، إذ يتم عادة اللجوء لفحص مستويات الهرمون الملوتن بعد إجراء الحقن بالهرمون المطلق لموجهات الغدد التناسلية، حيث أن قياس الهرمون الملوتن بعد الحصول على هذه الحقنة يساعد الطبيب على معرفة ما إذا كانت هناك مشكلة في الغدة النخامية، أو أي مكان آخر في الجسم، فضلا عن ذلك، فقد يطلب الطبيب فحصا للهرمون الملوتن بغرض مقارنته بالمستويات الطبيعية في حالة الشك بوجود مشكلة صحية.

## المستويات الطبيعية

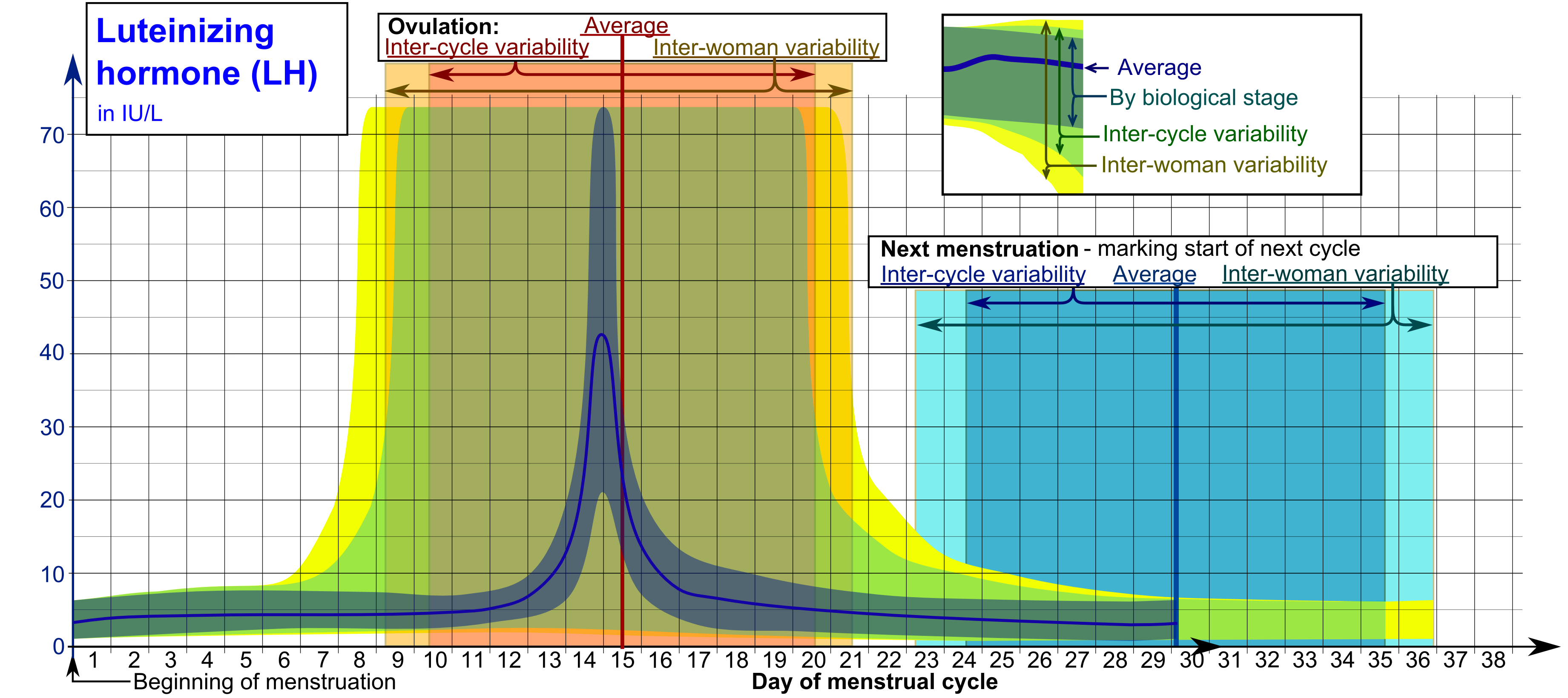
المجالات المرجعية لنسبة الهرمون الملوتن (LH) في الدم أثناء الدورة الشهرية.

تكون مستويات الهرمون الملوتن عادة منخفضة خلال مرحلة الطفولة، ومرتفعة عند النساء في مرحلة ما بعد انقطاع الطمث. من منطلق كون عملية إفراز الهرمون الملوتن تتم على فترات متفرقة، فمن الضروري مراقبة تركيزه على مدار فترة زمنية كافية للحصول على معلومات المناسبة تخص مستوياته في الدم.
يتم قياس نسبة الهرمون الملوتن في الدم باستخدام الوحدات الدولية (IU). عند تحديد نسبة الهرمون الملوتن بالوحدات الدولية، من المهم معرفة المعيار الدولي الذي تم وفقا له معايرة هذا الهرمون الملوتن، حيث يمكن أن تختلف اختلافا كبيرا من سنة إلى أخرى. فيما يتعلق بنسبة الهرمون الملوتن في المسالك البولية البشرية، تم مؤخرا إصدار وحدة دولية جديدة تقابل ما يقرب من 0.04656 ميكروغرام من الهرمون الملوتن لكل وحدة دولية واحد منه، مع ذلك فإن الإصدارات القياسية القديمة لا تزال مستخدمة على نطاق واسع.
خلال سنوات الخصوبة، تتراوح المستويات النموذجية للهرمون الملوتن في الدم بين 1 و20 وحدة دولية لكل لتر. عند الذكور الذين تزيد أعمارهم عن 18 سنة، تتراوح نسبة هذا الهرمون في الدم بين 1.8 و 8.6 وحدة دولية لكل لتر.

## توقع الإباضة
يعد اكتشاف زيادة في إفراز الهرمون الملوتن مؤشرا على  اقتراب موعد الإباضة. 
يمكن الكشف عن الهرمون الملوتن عن طريق مجموعات التنبؤ بالإباضة التي تجرى على البول (عدة توقع الإباضة المنزلية) والتي يتم باستعمالها إجراء اختبارات بشكل يومي عادة خلال وقت قريب من الموعد المتوقع للإباضة. قد يشير التحويل من القراءة السلبية إلى الإيجابية إلى أن الإباضة على وشك الحدوث في غضون 24 إلى 48 ساعة، مما يمنح المرأة التي ترغب في التخصيب والحمل يومين للانخراط في الجماع أو التلقيح الاصطناعي.
تختلف عدد مرات تكرار الاختبار الموصى بها من شركة مصنعة لأخرى. على سبيل المثال، يتم إجراء اختبار كلياربلو يوميا، ولا يؤدي هذا التكرار المتزايد إلى خطأ في الكشف عن الهرمون الملوتن. على الجانب الآخر، توصي شركة نانتوج إجانس بيوتيكنولوجي الصينية باستخدام اختبارها مرتين يوميا. إذا كان الاختبار من النوع الذي يجرى مرة واحدة في اليوم، فليس هناك فرق كبير بين وقت انجاز اختبار الهرمون الملوتن؛ سواء صباحا أو مساءا لن يغير ذلك كثيرا في معدلات احتمالية الحمل، مع ذلك تختلف التوصيات بشأن الوقت المناسب من اليوم لإجراء الاختبار حسب الشركات المصنعة وأيضا العاملين في مجال الرعاية الصحية.
يمكن قراءة هذا الاختبار يدويا باستخدام شريط ورق متغير اللون، أو رقميا بمساعدة شاشة إلكترونية مدمجة في جهاز القياس. يمكن لبعض عدات الاختبار إجراء اختبار الهرمون الملوتن واختبار الاستراديول في آن واحد، على سبيل المثال باستعمال عدة اختبار الخصوبة من شركة كلياربلو.
تقاس حساسية اختبارات الهرمون الملوتن بميلي  وحدة دولية، مع توفر اختبارات شائعة في نطاق من 10 إلى 40 ميلي وحدة دولية.  (كلما انخفض هذا الرقم، زادت الحساسية).
نظرًا لأن الحيوانات المنوية البقاء حية في جسم المرأة لعدة أيام، لا ينصح بإجراء اختبار الهرمون الملوتن لاستمال النتيجة في ممارسات تحديد النسل، حيث أن إفراز الهرمون الملوتن يتم عادة بعد بداية فترة الخصوبة.

## الحالات المرضية

### الفائض
عند الأطفال الذين يعانون من البلوغ المبكر، قد تكون مستويات الهرمون الملوتن والهرمون المنشط للجريب مرتفعة ليهم بدلا من المستويات المنخفضة النموذجية مقارنة بأعمارهم.
خلال سنوات الخصوبة، يمكن ملاحظة وجود ارتفاع نسبي الهرمون الملوتن بشكل متكرر لدى المرضى الذين يعانون من متلازمة تكيس المبايض؛ مع ذلك، سيكون من غير المألوف بالنسبة لهم أن تكون مستويات الهرمون الملوتن خارج نطاق التكاثر الطبيعي.
مستويات هرمون الملوتن المرتفعة في الجسم هي مؤشر واضح على غياب الرقابة الطبيعية التي تمارسها الغدد التناسلية على عملية إنتاجه، الشئ الذي يؤدي إلى إنتاج الغدة النخامية للهرمون الملوتن والهرمون المنشط للجريب بدون رقابة. في حين أن هذا الأمر معتاد أثناء سن اليأس، إلا أنه يظل غير طبيعي خلال سنوات الخصوبة. حيث قد يكون هذا الوضع الشاد علامة دالة على:
1. فشل المبيض المبكر
2. خلل تكون الغدد التناسلية، متلازمة تيرنر، متلازمة كلاينفيلتر
3. الإخصاء
4. متلازمة سوير
5. متلازمة تكيس المبايض
6. أشكال معينة من فرط التنسج الكظري الخلقي
7. القصور الخصيوي
8. الحمل

- ملحوظة: البوتينازوسين هو عقار طبي قادر على تثبيط إفراز الهرمون الملوتن، يمكن اللجوء إليه.[21]

### النقص
يمكن أن يؤدي نقص إفراز الهرمون الملوتن في الجسم إلى فشل وظيفة الغدد التناسلية (قصور الغدد التناسلية). تظهر هذه الحالة عادة عند الذكور على شكل فشل في إنتاج الحيوانات المنوية بأعداد طبيعية. أما عند الإناث فيؤدي هذا النقص عادة إلى انقطاع الحيض. تشمل الحالات التي يكون فيها إفراز الهرمون الملوتن منخفضا جدا ما يلي:
1. متلازمة الخصي الخصيب (متلازمة باسكواليني)[22][23][24]
2. متلازمة كالمان
3. قصور نشاط الغدد النخامية
4. إضطراب الأكل
5. ثالوث الأنثى الرياضية
6. فرط برولاكتين الدم
7. قصور الغدد التناسلية
8. العلاج الكابت للغدد التناسلية:
  1. مضاد موجهات الغدد التناسلية
  2. مناهض موجهات الغدد التناسلية (إحداث تحفيز أولي (الاندفاع) متبوعا بإغلاق دائم لمستقبل موجهات الغدد التناسلية على مستوى الغدة النخامية).

## الهرمون الملوتن كدواء
يتوفر الهرمون الملوتن ممزوجا مع الهرمون المنشط للجريب على شكل مينوتروبين، وأشكال أخرى من موجهات الغدد التناسلية البولية. الهرمون الملوتن المؤشب متاح في صورة لوتروبين ألفا، يسوق تجاريا تحت مسمى لوفيريس. جميع هذه الأدوية يجب أن تؤخذ عن طريق الحقن. يتم استخدامها بشكل شائع في علاجات العقم بغرض تحفيز نمو الجريبات، على غرار استخدامها بالموازات مع تقنية الإخصاب في المختبر. في كثير من الأحيان، يتم استخدام دواء الهرمون الموجه للغدد التناسلية المشيمائية البشرية كبديل للهرمون الملوتن لأنه ينشط نفس المستقبلات.
يتم استخراج الهرمون الموجه للغدد التناسلية المشيمائية البشرية المستخدم طبيا من بول النساء الحوامل، وهو أقل تكلفة، وله نصف عمر أطول من الهرمون الملوتن.

## دور الهرمون الملوتن في الفسفرة
الفسفرة هي عملية كيميائية حيوية يتم خلالها إضافة عنصر الفوسفات إلى مركب عضوي معين. أثناء عملية تكوين الستيرويد، يتحول الكوليسترول إلى هرمونات ستيرويد نشطة بيولوجيا. تظهر الدراسات الحديثة أن للهرمون الملوتن دور في هاتين العمليتين، حيث يقوم بتنظيم عملية الفسفرة عبر مسار إشارات البروتين كيناز ألفا من جهة وتوطين الدينامين المرتبط بالبروتين 1 (DRP1) في ميتوكوندريا خلايا المبيض المولدة للستيرويد من جهة أخرى.
 